# マルゲリータ・ディ・ボルボーネ＝パルマ
マルゲリータ・マリーア・テレーザ・エンリケッタ・ディ・ボルボーネ＝パルマ（Margherita Maria Teresa Enrichetta di Borbone-Parma, 1847年1月1日 - 1893年1月29日）は、イタリアのパルマ公国の統治者ブルボン＝パルマ家の公女。スペインのカルリスタ王位請求者およびフランスのレジティミスト王位請求者マドリード公カルロスの最初の妻。
パルマ公カルロ3世とその妻でフランス王シャルル10世の孫娘であるルイーズ・ダルトワの間の長女として生まれた。1867年2月4日にオーストリア、ランツェンキルヒェンのフロースドルフにおいて、マドリード公カルロス・マリアと結婚した。夫妻は間に1男4女の5人の子女をもうけたが、マルゲリータは1893年に夫に先立って死んだ。翌1894年、マドリード公はマリア・ベルタ・ロアンを後妻に迎えた。

## 子女
- ブランカ（1868年 - 1949年） - 1889年、オーストリア＝トスカーナ大公レオポルト・ザルヴァトールと結婚
- ハイメ（1870年 - 1931年） - マドリード公
- エルビラ（1871年 - 1929年）
- ベアトリス（1874年 - 1961年） - 1892年、ロヴィアーノ公ファブリツィオ・マッシモと結婚
- アリシア（1876年 - 1975年） - 1897年にシェーンブルク＝ヴァルデンブルク侯フリードリヒと結婚（1903年に離婚）、1906年にLino del Preteと再婚